# 대덕구의 행정 구역
대덕구의 행정 구역은 12개 행정동, 26개 법정동으로 구성되어 있다. 대덕구의 면적은 68.47km2이며, 인구는 2012년 8월 1일을 기준으로 76,841 세대, 206,246명이다.

## 행정 구역
- 2012년 8월 1일 기준

| \| 행정동 \| 한자 \| 면적 \| 세대 \| 인구 \| \| -------- \| -------- \| ----- \| ------ \| ------- \| \| 오정동 \| 梧井洞 \| 3.08 \| 8,418 \| 19,548 \| \| 대화동 \| 大禾洞 \| 3.15 \| 4,079 \| 10,101 \| \| 회덕동 \| 懷德洞 \| 16.79 \| 6,791 \| 17,982 \| \| 비래동 \| 比來洞 \| 3.35 \| 6,874 \| 19,421 \| \| 송촌동 \| 宋村洞 \| 1.92 \| 10,207 \| 32,219 \| \| 중리동 \| 中里洞 \| 1.49 \| 10,007 \| 24,130 \| \| 법1동 \| 法1洞 \| 0.78 \| 5,648 \| 14,873 \| \| 법2동 \| 法2洞 \| 1.87 \| 7,014 \| 20,395 \| \| 신탄진동 \| 新灘津洞 \| 22.96 \| 5,136 \| 13,366 \| \| 석봉동 \| 石峰洞 \| 1.22 \| 3,636 \| 10,020 \| \| 덕암동 \| 德岩洞 \| 6.22 \| 6,229 \| 16,969 \| \| 목상동 \| 木上洞 \| 5.61 \| 2,802 \| 7,222 \| \| 대덕구 \| 大德區 \| 68.47 \| 76,841 \| 206,246 \| |          |       |        |         |
| 행정동 | 한자     | 면적  | 세대   | 인구    |
| 오정동 | 梧井洞   | 3.08  | 8,418  | 19,548  |
| 대화동 | 大禾洞   | 3.15  | 4,079  | 10,101  |
| 회덕동 | 懷德洞   | 16.79 | 6,791  | 17,982  |
| 비래동 | 比來洞   | 3.35  | 6,874  | 19,421  |
| 송촌동 | 宋村洞   | 1.92  | 10,207 | 32,219  |
| 중리동 | 中里洞   | 1.49  | 10,007 | 24,130  |
| 법1동 | 法1洞    | 0.78  | 5,648  | 14,873  |
| 법2동 | 法2洞    | 1.87  | 7,014  | 20,395  |
| 신탄진동 | 新灘津洞 | 22.96 | 5,136  | 13,366  |
| 석봉동 | 石峰洞   | 1.22  | 3,636  | 10,020  |
| 덕암동 | 德岩洞   | 6.22  | 6,229  | 16,969  |
| 목상동 | 木上洞   | 5.61  | 2,802  | 7,222   |
| 대덕구 | 大德區   | 68.47 | 76,841 | 206,246 |

## 법정동
| 행정동명 | 법정동명 |
| -------- | --- |
| 오정동   | 오정동(梧井洞) |
| 대화동   | 대화동(大禾洞) |
| 회덕동   | 읍내동(邑內洞), 연축동(蓮丑洞), 신대동(新垈洞), 와동(瓦洞), 장동(長洞)                                                             |
| 비래동   | 비래동(比來洞) |
| 송촌동   | 송촌동(宋村洞) |
| 중리동   | 중리동(中里洞) |
| 법1동    | 법동(法洞) |
| 법2동    | 법동(法洞) |
| 신탄진동 | 신탄진동(新灘津洞), 용호동(龍湖洞), 이현동(梨峴洞), 갈전동(葛田洞), 부수동(芙水洞), 황호동(黃湖洞), 삼정동(三政洞), 미호동(渼湖洞) |
| 석봉동   | 석봉동(石峰洞) |
| 덕암동   | 덕암동(德岩洞), 상서동(上書洞), 평촌동(坪村洞)                                                                                     |
| 목상동   | 목상동(木上洞), 문평동(文坪洞), 신일동(新一洞)                                                                                     |

## 역사

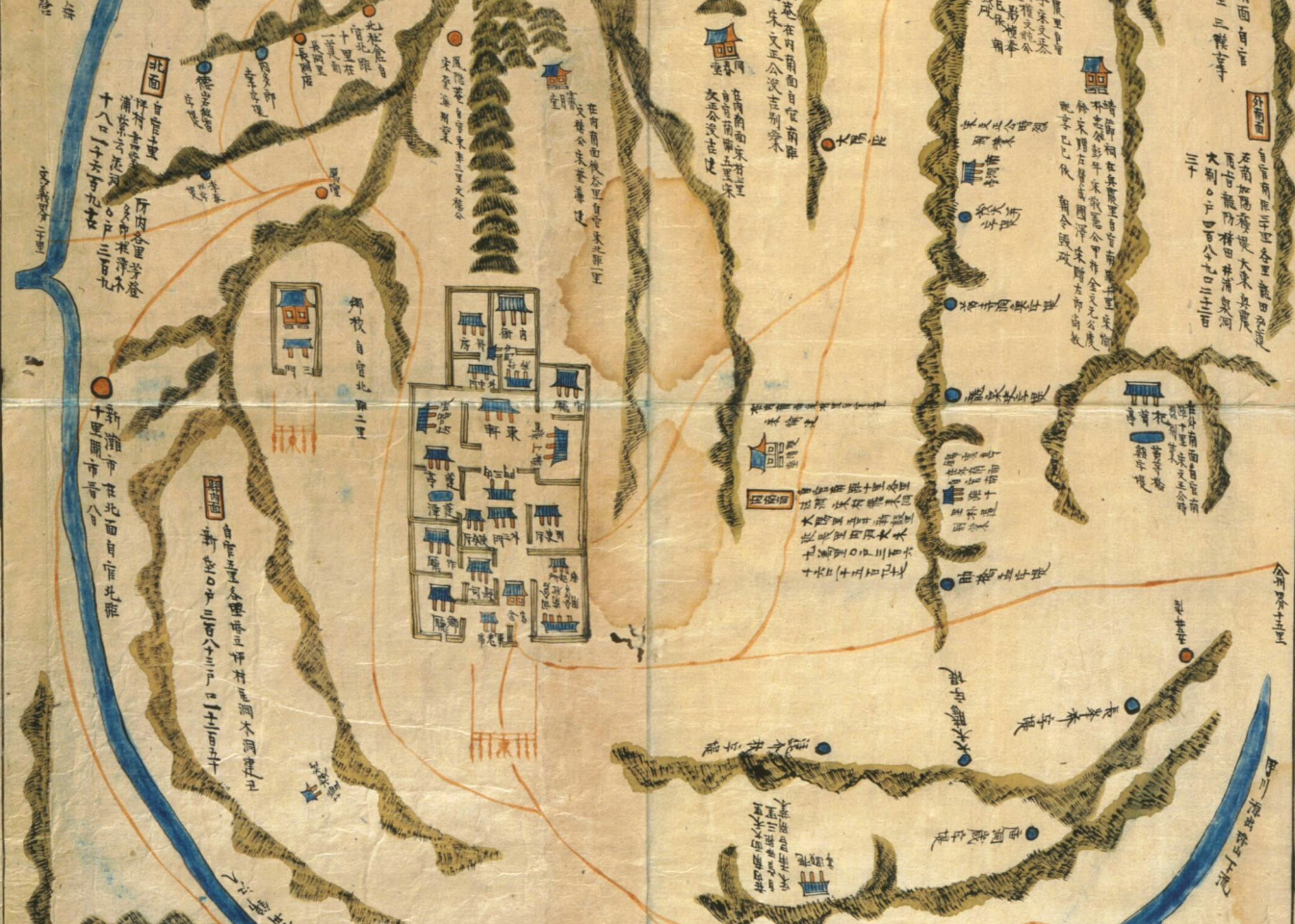
대덕구의 중심인 회덕 부근

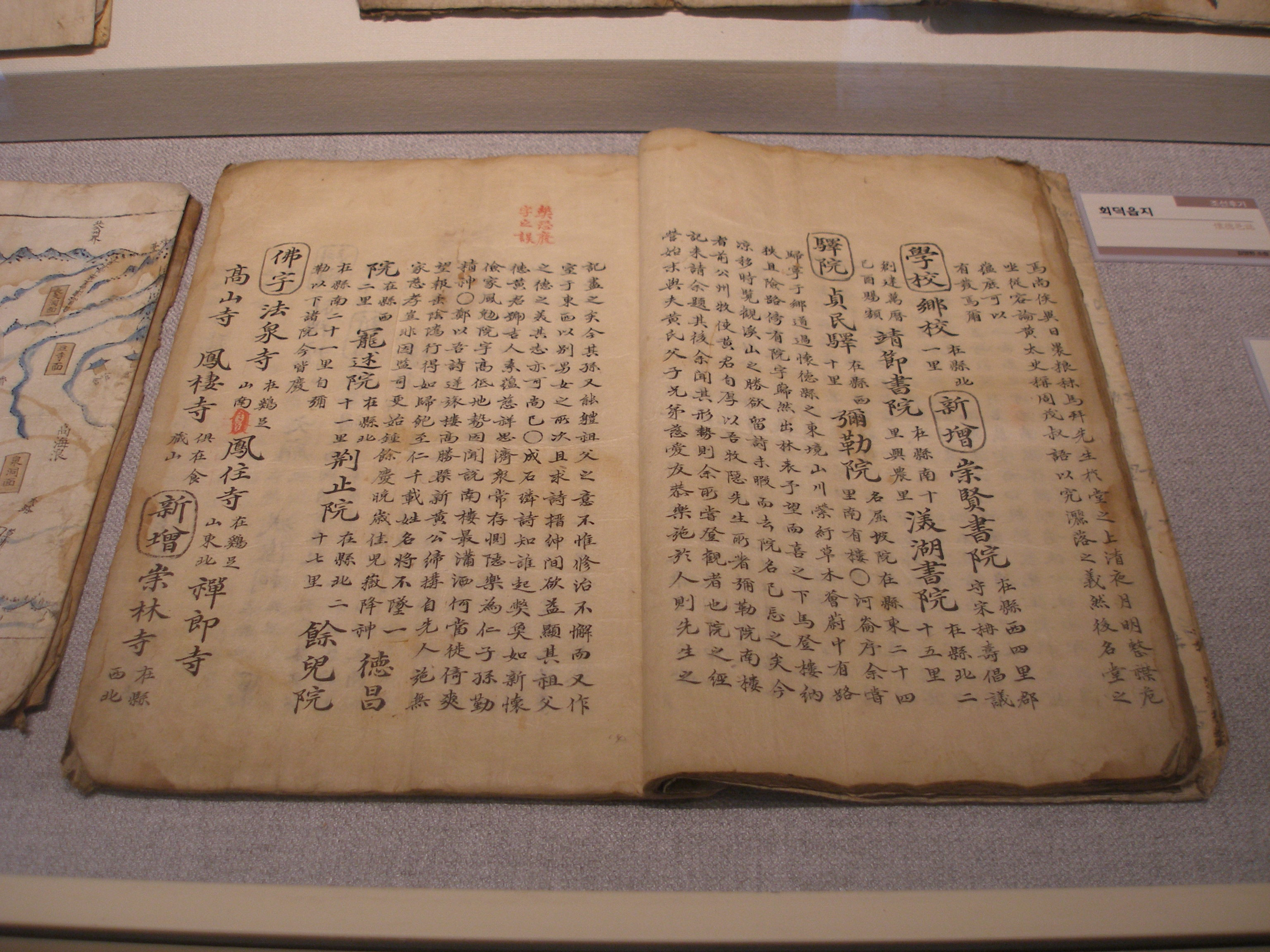
회덕읍지

- 고려초기에는 회덕현이라는 이름이 사용되었다. 고려 현종 9년(1018) 이후에는 공주의 속현으로 귀속되었다.
- 조선초기 태종 13년(1413)에 행정구역 개편에 따라 회덕은 충청도 공주목에 속하는 회덕현이 되었다.
- 1895년 5월 26일 고종이 전국을 23부로 나누면서 공주부 산하에 회덕군을 설치하였다.
- 1914년 4월 1일 회덕군, 진잠군, 공주군 유성면을 대전군으로 통합하였다.
- 1935년 10월 1일 대전군 대전읍이 대전부로 승격되어 분리되고, 대전군을 대덕군으로 개칭하였다.
- 1963년 1월 1일 충청남도 대덕군 유천면, 회덕면 대화리, 오정리 및 용전리와 산내면 옥계리, 가평리, 삼정리 및 호동리가 대전시로 편입되었다.[2]
- 1973년 7월 1일 대덕군 북면이 신탄진읍으로, 유성면이 유성읍으로 각각 승격하였다.[3]
- 1983년 2월 15일 대덕군 유성읍 일원, 구즉면 원촌리·문지리·전민리 및 용산리 중 일부, 탄동면 신성리·가정리·도룡리·장동리·내동리·화암리·덕진리·하기리, 기성면 관저리·도안리·가수원리, 대덕군 진잠면 내동리·교촌리·대정리·용계리·학하리가 대전시 중구에 편입되었고, 회덕면 일원이 동구에 편입되었다.[4]
- 1989년 1월 1일 대전시가 대전광역시로 승격하였다. 1읍 6면 81법정리 중 진잠면 남선리를 제외한 대덕군이 신설된 서구, 중구, 동구, 대덕구, 유성구에 편입되어, 대덕군은 폐지되었다. 기존의 대전시 동구에 속해 있던 대화동, 오정동과 회덕1동, 회덕2동, 신탄진 지역의 4개동을 관할하는 대덕구를 설치하였다.[5]
- 1990년 1월 1일 회덕2동을 회덕2동과 중리동으로 분동하여 9개 행정동이 됨.[6]
- 1991년 9월 1일 중리동을 중리동과 법동으로 분동하여 10개 행정동이 됨.[7]
- 1995년 1월 1일 대전직할시 대덕구를 대전광역시 대덕구로 개칭.[8]
- 1996년 1월 1일 법동을 법1동과 법2동으로 분동하여 11개 행정동, 25개의 법정동을 관할함.[9]
- 1997년 12월 26일 신탄진동사무소 관할구역내의 석봉동을 신탄진동으로 법정동 명칭변경.[10]
- 2003년 1월 16일 회덕1동을 회덕동으로 변경, 회덕2동을 송촌동과 비래동으로 분동하여 12개 행정동, 26개의 법정동이 됨.[11]
- 2007년 8월 13일 세계 최초로 주민참여감사제를 시행함.